# ロモロ・ヴァリ
ロモロ・ヴァリ（Romolo Valli、1925年2月7日 - 1980年2月1日）は、イタリアの俳優。

## 出演作品
- 悪魔が最後にやってくる!
- ボビー・デアフィールド
- 1900年
- ポランスキーの 欲望の館
- 夕陽のギャングたち（ビィエガ）
- 悲しみの青春
- ベニスに死す（ホテルのマネージャー）
- 夕なぎ
- おとぼけ紳士録
- かげろうの詩
- 訪れ
- ああ離婚
- 山猫
- ボッカチオ'70
- ビアンカ